# Karl Saldow

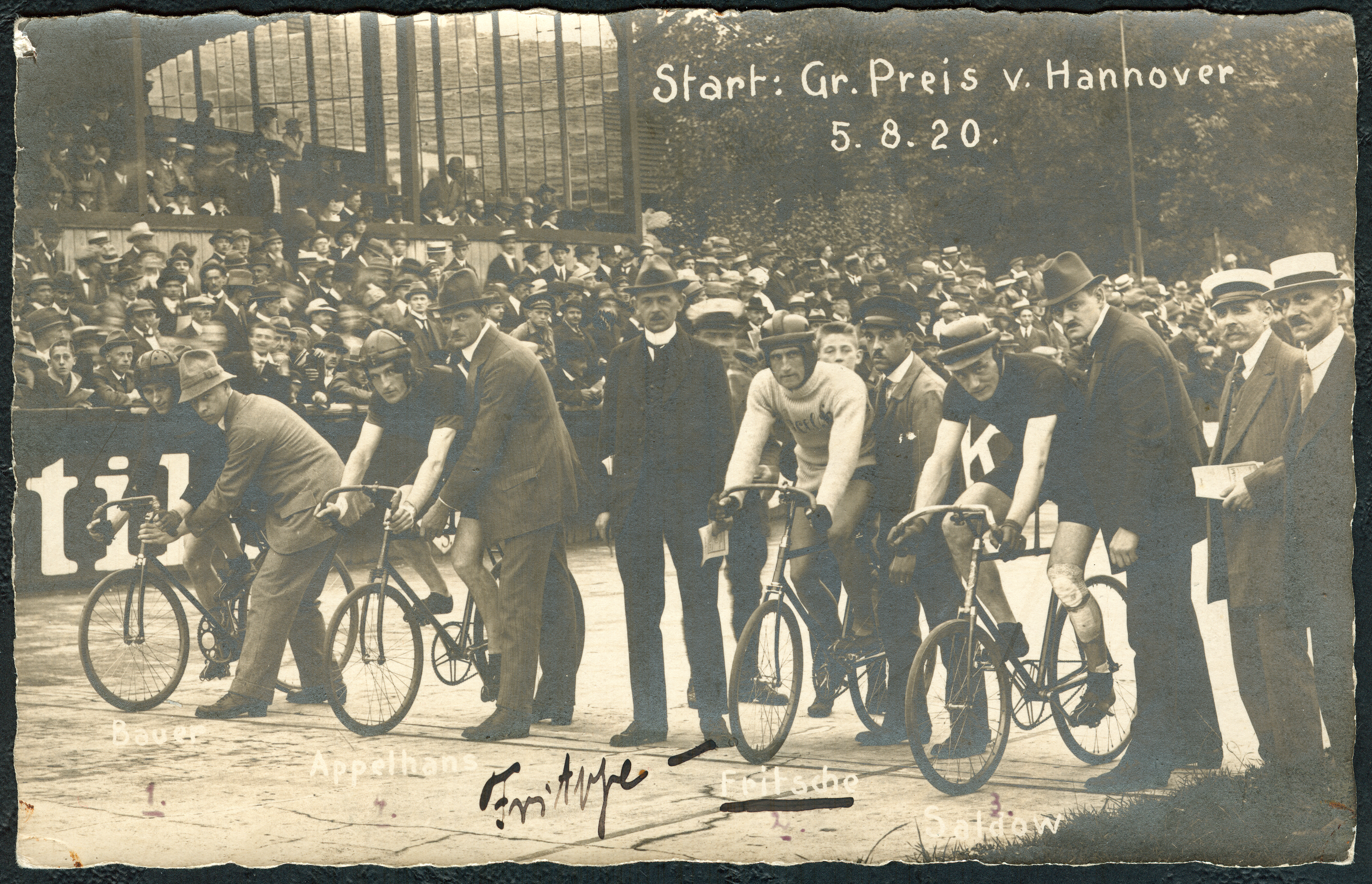
Grand Prix de Hannovre, 1920.

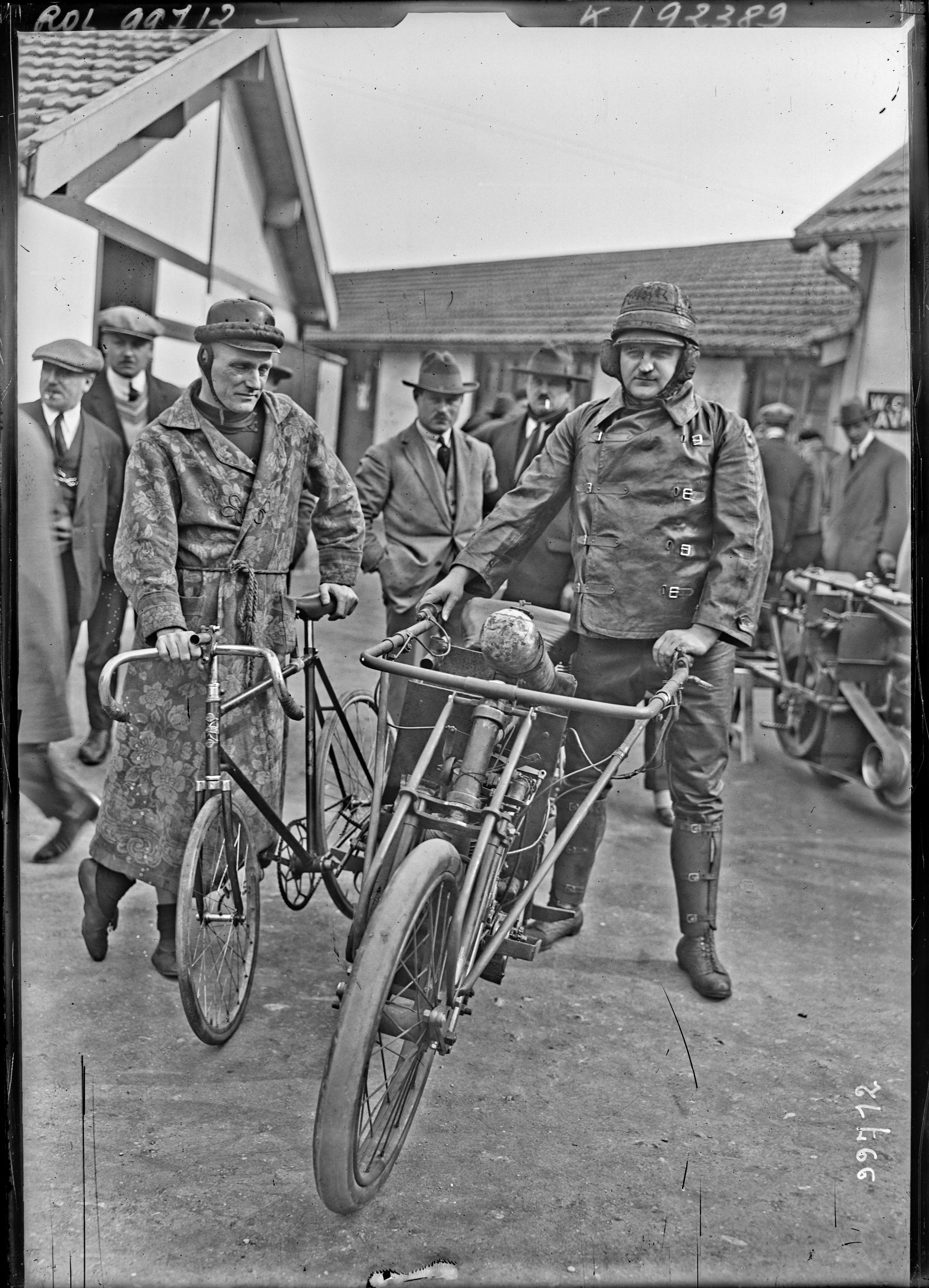
Karl Saldow, avec son entraineur, Buffalo, 5 avril 1925.

Karl Saldow, né le 26 octobre 1889 à Berlin et mort le 31 mai 1951 dans la même ville, est un coureur cycliste allemand.

## Biographie
Karl Saldow, apprenti mécanicien, commence à courir en 1908. Il achète son premier vélo de course pour 100 marks au coureur Eugen Stabe (de). 
En 1910, il commence sur piste au vélodrome de Steglitz à Berlin, remporte le Rund um Berlin et termine troisième de Berlin–Cottbus–Berlin. Il se concentre ensuite sur le cyclisme sur piste, en particulier le demi-fond, souvent entrainé par Christian Junggeburth et les courses de six jours.
En 1912, il vient pour la première fois en France pour participer à un match franco-allemand de demi-fond au Parc des Princes.
Pendant la Première Guerre mondiale, il est à Constantinople avec les troupes de l'Empire allemand et reprend la compétition en 1917.
Saldow prend le départ de 22 courses de six jours en Allemagne, et en gagne huit. Il remporte six courses avec Willy Lorenz. Il s’adjuge quatre fois la course de six jours dans sa ville natale de Berlin.
Il est quatre fois champion d'Allemagne de demi-fond. 
Après avoir pris sa retraite sportive en 1928, il devient entraineur. Il entraine Schaeffer et Neustadt en 1930,  Rudolf Wolke en 1931, Kurt Schindler en 1935. En 1934, il conduit Erich Metze au titre de champion du monde des professionnels.
Pendant de nombreuses années, il est l'un des meilleurs salariés du cyclisme, au cours de la seule saison 1919, il gagne 120 000 marks. 
Il apparait dans le film Die siebtente Nacht en 1922, dans lequel il joue son propre rôle aux côtés des coureurs Franz Krupkat, Walter Rütt et Ernst Kaufmann.
Karl Saldow perd toute sa fortune à la suite de la Seconde Guerre mondiale . Il se suicide le 31 mai 1951.

## Palmarès sur route
- 1910
  - Rund um Berlin
  - 3e de Berlin–Cottbus–Berlin

## Palmarès sur piste

### Championnats d'Europe
- 1912
  -  Médaillé de bronze du championnat d'Europe de demi-fond

### Championnat d'Allemagne
- : Champion d'Allemagne de demi-fond en 1914, 1919, 1924 et 1925.

### Six jours
- Berlin : 1914 (avec Willy Lorenz)[8], 1919, 1922 (avec Fritz Bauer)[9], et 1924 (avec Willy Lorenz)[10].
- Dresde : 1911, 1912 (deux éditions avec Willy Lorenz)[11],[12].
- Hannovre : 1913 (avec Willy Lorenz)

### Autres
- Grand Prix de Bruxelles, 100 km : 1913[13].
- Grande Roue d'Or de Berlin : 1914
- Grand Prix Karel Verbist : 1914[14]
- Grand Prix de l'inauguration de l'Olympia de Berlin : 1921[15]
- Course de 100 km derrière grosse moto à Buffalo : 1925[16],[17],[18].
- Championnat de Prusse sur 10 km : 1926
- Grand Prix de Leipzig : 1927